# Тато
Тато (сам крај V века, око 510.) је био Клефов син. У његово време Лангобарди су се ослободили од Ругила и поочели заузимати нове територије. Тато је нарочито водио ратове са краљем Херула Родолфом. Неколико пута је Херулски краљ слао у дипломатску мисију свога брата да закључи мир са Татом на његовој територији. Након тога дошло је до помирења са државом Херула.
Међутим, убиство брата краља Херула изненада је условило нови рат. Он је поново послат на Татов двор као мировњак, али га је ту спазила ћерка лангобардског вође Руметруда и навела га да остане на вечери да би организовала затим и његову ликвидацију. Прво су госта Лангобарди напили, да би га затим на превару Татове слуге убиле. Краљ Родолфо је одмах објавио рат Тату, али је у самој борби погинуо. Након победе, Лангобарди су опустошили Херулске логоре, а сам Тато је присвојио краљевски круну Родолфа, прогласивши се за краља Лангобарда и Херула.
После рата са Херулима и заузимања њихове државе, Тато се вратио у домовину где је страдао у сукобима са лангобардским главешинама око 510. године.